# Balvenie
Balvenie Distillery – destylarnia single malt whisky, znajdująca się w mieście Dufftown w Szkocji, w rejonie Speyside.

## Historia
Na początku 1892 roku rozpoczęto pracę nad przerobieniem XVIII wiecznej posiadłości (Balvenie New House) na destylarnię. Budynek ukończono w piętnaście miesięcy i 1 maja 1893 w gorzelni Balvenie odbyła się pierwsza destylacja. Założycielem i długoletnim managerem był William Grant.

## Butelkowanie
- Founder's Reserve 10 Year Old
- DoubleWood 12 Year Old
- Signature 12 Year Old
- Single Barrel 15 Year Old
- Islay Cask 17 Year Old
- RumCask 17 Year Old

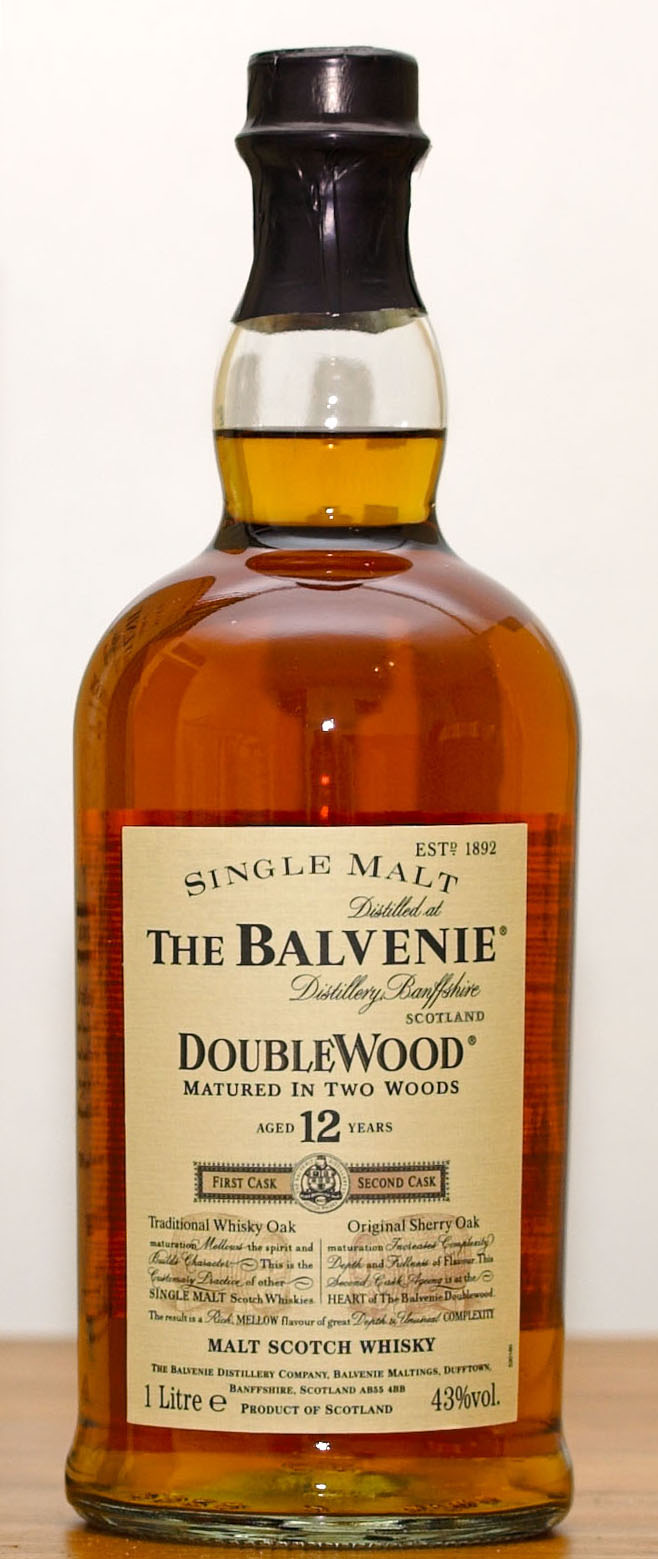
Balvenie DoubleWood 12 Year Old

- SherryWood 17 Year Old (edycja limitowana)
- NewWood 17 Year Old (edycja limitowana)
- NewOak 17 Year Old (edycja limitowana)
- PortWood 21 Year Old
- The Balvenie Thirty
- The Balvenie Cask 191, Aged 50 Years
- PortWood 1993
- Vintage Cask
- 1968 Vintage
- 1969 Vintage
- 1971 Vintage
- 1972 Vintage
- 1974 Vintage
- 1975 Vintage
- 1976 Vintage

## Nagrody
Podczas 2006 International Spirits Challenge, Balvenie została odznaczona złotymi medalami za następujące whisky: Founder’s Reserve 10 Year Old, DoubleWood 12 Year Old, NewWood 17 Year Old, PortWood 21 Year Old, Thirty oraz Portwood 1991. To największa pula złotych medali zdobytych w jednym roku przez jednego producenta w historii konkursu.